# Caryonopera gabunalis
Caryonopera gabunalis là một loài bướm đêm trong họ Noctuidae.